# Zurab Noghaideli
Zurab Noghaideli (georgisk: ზურაბ თემურის ძე ნოღაიდელი tr. Zurab Temuris dze Noghaideli) (født 22. oktober 1964) var Georgiens premierminister i perioden 11. februar 2005 til 16. november 2007.
Noghaideli blev født i kystbyen Kobuleti i den sydvestlige provins Adjarien. Han er uddannet fysiker fra Moskvas Statsuniversitet.
Han begyndte sin politiske karriere sammen med sin ven Zurab Zjvania i det georgiske grønne parti først i 1990'erne.
Han blev finansminister i Eduard Sjevardnadses regering i maj 2000.
Noghaideli blev premierminister i februar 2005 efter Zjvanias død og fratrådte selv af helbredsmæssige årsager i slutningen af 2007.
Han er gift og har et barn.